# ワイキカムカウ
ワイキカムカウ（英語: Waikikamukau [waɪkɪkɑːmuːkaʊ]、発音は Why kick a moo cow が近い）は、ニュージーランドの小さな田舎町あるいは地域全体を指すニュージーランド英語の語句。ニュージーランド人は特定の町を指す仮名（プレースホルダー）として、あるいは特定されていないが遠く離れた田舎町を示すために使用する。これはマオリ語で「水」を意味する Wai から始まる地名がニュージーランドで多いことを冗談で表している。
類似の英語圏のスラングはニュージーランド英語の「Wop Wops」、オーストラリア英語の「Woop Woop」、あるいは「Boondocks」、「Timbuktu」がある。
一説には北島の集落Waipukurauを指すと言われている。起源は不明であるが、第二次世界大戦中にニュージーランドに駐留していたアメリカ軍の兵士が Waipukurau をうまく発音できなかったため、冗談に Waikikamukau と呼んだという。しかし、ワイキカムカウは少なくとも1930年代には使われていた形跡がある。

## 文化
ワイキカムカウは1990年代に成功したオーストラリアの競走馬の名前に使われていた。
アメリカ合衆国のテレビアニメ『ロケット・パワー』の映画『Race Across New Zealand』の舞台として登場する。